# Giulia da Varano
Giulia da Varano, född 24 mars 1523 i Camerino, död 18 februari 1547 i Fossombrone, var en italiensk regent. Hon var regerande hertiginna av Camerino från 1527 till 1539. Fram till 1535 var hennes mor Caterina Cybo förmyndarregent. 